# Bophuthatswana
Bophuthatswana, kortweg Bop genoemd, was een thuisland in het noorden van Zuid-Afrika, ca. 40.000 km² groot. Bophuthatswana bestond uit zeven enclaves, verdeeld over de voormalige Zuid-Afrikaanse provincies Kaapprovincie, Transvaal en Oranje Vrijstaat. De hoofdstad eerst Mahikeng en later Mmabatho lag in een deel dat grensde aan Botswana. Het land was bedoeld om er de Tswanasprekende volkeren, de  Batswana, in onder te brengen. In 1983 bedroeg het aantal inwoners ruim 1.430.000. Ook in Zuidwest-Afrika werd een kleine Bantoestan voor de daar wonende Batswana gecreëerd, Tswanaland genaamd.
Bophuthatswana kreeg "zelfbestuur" in 1971. Op 5 december 1977 werd het "onafhankelijk", waarbij de gedwongen inwoners de Zuid-Afrikaanse nationaliteit verloren. Kgosi Lucas Mangope (BDP) werd tot staatshoofd benoemd. Na een mislukte coup in 1988 werd Mangope door Zuid-Afrika onder dwang in zijn ambt hersteld. In het begin van 1994 werd hij vervangen door een interim-bestuur. Op 27 april van dat jaar werd Bophuthatswana, samen met de negen andere thuislanden, herenigd met Zuid-Afrika.